# Églantine Rayer
Églantine Rayer (La Ferté-Macé, 12 giugno 2004) è una ciclista su strada francese che corre per il team FDJ-Suez. Già campionessa europea Juniores in linea nel 2022, è professionista dal 2023.

## Palmarès
- 2021 (Juniores)

Campionati francesi, Prova a cronometro Junior
Campionati francesi, Prova in linea Junior
- 2022 (Juniores)

1ª tappa Tour du Gévaudan Occitanie Junior (Mende > Côte de la Croix Neuve)
Classifica generale Tour du Gévaudan Occitanie Junior
Campionati europei, Prova in linea Junior
Campionati francesi, Prova a cronometro Junior
Crono delle Nazioni Junior
- 2023 (Team DSM-Firmenich, una vittoria)

Campionati francesi, Prova a cronometro Under-23
- 2024 (Team DSM-Firmenich, una vittoria)

2ª tappa Tour de l'Avenir Femmes (Villargrondan > Condove)

### Altri successi
- 2021 (Juniores)

Classifica scalatori Bizkaikoloreak
- 2022 (Juniores)

Classifica scalatori Tour du Gévaudan Occitanie Junior
- 2024 (Team DSM-Firmenich)

Classifica a punti Tour de l'Avenir Femmes

## Piazzamenti

### Competizioni mondiali
- Campionati del mondo

Fiandre 2021 - Cronometro Junior: 7ª
Fiandre 2021 - In linea Junior: 8ª
Wollongong 2022 - Cronometro Junior: 16ª
Wollongong 2022 - In linea Junior: 2ª

### Competizioni continentali
- Campionati europei

Trento 2021 - Cronometro Junior: 6ª
Trento 2021 - In linea Junior: 3ª
Anadia 2022 - Cronometro Junior: 2ª
Anadia 2022 - In linea Junior: vincitrice
Drenthe 2023 - Cronometro Under-23: 7ª
Drenthe 2023 - In linea Under-23: 48ª